# Маркевич Дмитро Борисович
Маркевич (Маркович) Дмитро Борисович (Dmytro Markevych, англ. Dimitry Markevitch; 16 березня 1923, Ля Тур-де-Пе, Во, Швейцарія — 29 січня 2002, Кляранс, Во, Швейцарія) — швейцарський концертуючий віолончеліст, викладач і музикознавець українського походження. Правнук Голови Петербурзької судової палати Андрія Миколайовича Марковича (1830—1907), праправнук українського історика Миколи Андрійовича Маркевича. Старшим братом Дмитра Маркевича був диригент — Ігор Маркевич.

## Життєпис

Герб Марковичів

Дмитро походить від прилуцької гілки роду Марковичів — Федора Марковича (р. н. невід. — п. 1737 чи 1738), прилуцького сотника та бунчукового товариша, представники якої здебільшого писалися «Маркевичі». До них належить Микола Андрійович Маркевич (1804—1860) — український історик, етнограф, фольклорист, поет і композитор, перший український енциклопедист.
Його син — сенатор Маркевич Андрій Миколайович (1830—1907) прославився як філантроп та музикант. Він був одним з засновників Петербургської консерваторії та музичного товариства в Санкт-Петербурзі, відділення якого та музичні школи при них були у Харкові, Києві, Одесі. Андрій Миколайович домігся повного видання творів Тараса Шевченка («Кобзар» за редакцією В.Доманицького, 1907). Він автор збірки українських народних пісень, покладених на ноти (1860). Андрій Миколайович був головою Шевченківського товариства допомоги знедоленим уродженцям України, які навчалися в Санкт-Петербурзі.
Видатні музиканти віолончеліст Дмитро Борисович та його брат, диригент і композитор Ігор Борисович (1912—1983), є внучатими племінниками Андрія Миколайовича Маркевича.
Дмитро Маркевич народився 16 березня 1923 у Ла Тур-де-Пейльц (Швейцарія), куди у 1916 році, під час Першої світової війни, сім'я переїхала з Парижу (Франція), куди своєю чергою у 1914 році вони прибули з Києва. Дмитро був молодшим сином піаніста Бориса Маркевича, який помер у 1923 році від туберкульозу.
Коли Дмитро мав 6 років, мама привела його до Надії Буланже, яка сказала що це вже дуже пізно. Буланже (як зауважив Маркевич) почала вивчати музику у трирічному віці. Дмитро 4 роки вивчав у неї основи теорії музики, історію та аналіз. Вона володіла енциклопедичними знаннями і її заняття у Нормальній школі в Парижі були дуже продуманими.
У семирічному віці Дмитро почав навчатися у Моріса Айзенберга, де він опанував техніку гри на віолончелі. Айзенберг багато концертував і коли він був на гастролях, його заміняв Діран Алексанян. Після Айзенберга Дмитро став єдиним учнем всесвітньо відомого українського віолончеліста Григорія П'ятигорського. Наприкінці 1930-х поїхав за своїм учителем до США.
У 1941–42 рр. він був стипендіатом у музичному центрі Тенглвуді (Tanglewood), де грав разом з Леонардом Бернстайном (фортепіано) і Яковом Крачмалником (скрипка), поки його не покликали до збройних сил США. Перебуваючи в армії, він виступав у військовій формі.
У 1958 році щойно призначений диригент Нью-Йоркської філармонії Леонард Бернстайн запропонував йому, без обов'язкової процедури прослуховування, місце першої віолончелі в оркестрі, однак, через п'ять років Маркевич відновив свою кар'єру соліста та продовжив свою дослідницьку роботу.
Особливе місце у репертуарі Маркевича займають «Шість сюїт для віолончелі соло» Йоганна Себастьяна Баха (BWV 1007—1012), які він часто виконував на концерті одну за одною (наприклад, у 1964 р. в Карнегі-холі), часто на старовинному бароковому інструменті. Димитрові Маркевичеві вдалося віднайти рукописи Кельнера та Вестфаля цих сюїт Й. С. Баха, які протягом довгого часу не могли знайти інші музикознавці.
Маркевич також знайшов два раніше невідомих твори Людвіга ван Бетховена: «Сонату для віолончелі та фортепіано», Op. 64, і «Крейцерову сонату», переписану для віолончелі Карлом Черні. Він брав участь у виданні творів Мусоргського, Де Фальї, Стравінського, Шостаковича. Маркевич написав книгу «Історія віолончелі» (Cello Story, 1084) і склав бібліографію творів для віолончелі соло, опубліковану в 1989 р. (The Solo Cello: A Bibliography of the Unaccompanied Violoncello Literature).
Маркевич у 1973 році заснував, і був керівником, Інституту вищих музичних досліджень (Institut de Hautes Etudes Musicales, IHEM) в Монтре.
Димитро Маркевич помер 29 січня 2002 року у себе вдома в Кляранс, Швейцарія.